# Head Case: Home Movies of a Serial Killer
Head Case es una película de terror pseudodocumental (cinéma vérité) escrita y dirigida por Anthony Spadaccini.
La película se presenta como una colección de películas caseras de los asesinos en serie Wayne y Andrea Montgomery, residentes suburbanos de clase media de Claymont, Delaware, que filman sus sádicos crímenes.

## Reparto
- Paul McCloskey como Wayne Montgomery
- Barbara Lessin como Andrea Montgomery
- Brinke Stevens como Julie
- Bruce De Santis como Todd Montgomery
- Emily Spiegel como Mónica Montgomery
- Michael J. Panichelli, Jr. como el detective John Haynes

## Secuela
- The Ritual (2009)[2]